# Torneo de Roland Garros 2020
El Torneo de Roland Garros 2020 (también conocido como Abierto de Francia) fue un torneo de tenis que se llevó a cabo sobre pistas de tierra batida del Estadio Roland Garros, París (Francia). Originalmente programado del 24 de mayo al 7 de junio, debido a la pandemia de coronavirus fue aplazado, para disputarse del 27 de septiembre al 11 de octubre, comprendiendo juegos de individuales y dobles. También se programan torneos juveniles y en silla de ruedas. 
Rafael Nadal es el último campeón en individuales masculinos; Ashleigh Barty fue la campeona defensora en la categoría individual femenina, pero decidió no defender su título debido a las preocupaciones sobre la pandemia en curso.

## Puntos y premios

### Distribución de puntos

#### Sénior
| Eventos              | G    | F    | SF  | CF  | R16 | R32 | R64 | R128 | C  | C3 | C2 | C1 |
| Individual masculino | 2000 | 1200 | 720 | 360 | 180 | 90  | 45  | 10   | 25 | 16 | 8  | 0  |
| Dobles masculino     | 2000 | 1200 | 720 | 360 | 180 | 90  | 0   | —    | —  | —  | —  | —  |
| Individual femenino  | 2000 | 1300 | 780 | 430 | 240 | 130 | 70  | 10   | 40 | 30 | 20 | 2  |
| Dobles femenino      | 2000 | 1300 | 780 | 430 | 240 | 130 | 10  | —    | —  | —  | —  | —  |

| Evento           | G   | F   | SF/3.ª | CF/4.ª |
| Individual       | 800 | 500 | 375    | 100    |
| Dobles           | 800 | 500 | 100    | —      |
| Quad* Individual | 800 | 500 | 100    | —      |
| Quad* Dobles     | 800 | 100 | —      | —      |

| Evento               | G    | F   | SF  | CF  | R16 | R32 | C  | C3 |
| Individual masculino | 1000 | 600 | 370 | 200 | 100 | 45  | 30 | 20 |
| Individual femenino  | 1000 | 600 | 370 | 200 | 100 | 45  | 30 | 20 |
| Dobles masculino     | 750  | 450 | 275 | 150 | 75  | —   | —  | —  |
| Dobles femenino      | 750  | 450 | 275 | 150 | 75  | —   | —  | —  |

### Premios monetarios
| Evento                          | G           | F         | SF        | CF        | R16       | R32       | R64      | R128     | C3       | C2       | C1       |
| Individuales                    | 1 600 000 € | 800 000 € | 425 250 € | 283 500 € | 189 000 € | 126 000 € | 84 000 € | 60 000 € | 25 600 € | 16 000 € | 10 000 € |
| Dobles                          | 319 652 €   | 188 030 € | 110 606 € | 65 062 €  | 38 272 €  | 23 920 €  | 14 950 € | —        | —        | —        | —        |
| Individuales en silla de ruedas | —           | —         | —         | —         | —         | —         | —        | —        | —        | —        | —        |
| Dobles en silla de ruedas       | —           | —         | —         | —         | —         | —         | —        | —        | —        | —        | —        |

## Actuación de los jugadores en el torneo

### Individual masculino
| Campeón                        | Campeón                 | Finalista               | Finalista                  |
| ------------------------------ | ----------------------- | ----------------------- | -------------------------- |
| Rafael Nadal [2]               | Rafael Nadal [2]        | Novak Djokovic [1]      | Novak Djokovic [1]         |
| Eliminados en semifinales      |                         |                         |                            |
| Stefanos Tsitsipas [5]         | Stefanos Tsitsipas [5]  | Diego Schwartzman [12]  | Diego Schwartzman [12]     |
| Eliminados en cuartos de final |                         |                         |                            |
| Pablo Carreño [17]             | Andréi Rubliov [13]     | Dominic Thiem [3]       | Jannik Sinner              |
| Eliminados en la cuarta ronda  |                         |                         |                            |
| Karen Jachanov [15]            | Daniel Altmaier [Q]     | Márton Fucsovics        | Grigor Dimitrov [18]       |
| Lorenzo Sonego                 | Hugo Gaston [WC]        | Alexander Zverev [6]    | Sebastian Korda [Q]        |
| Eliminados en la tercera ronda |                         |                         |                            |
| Daniel Elahi Galán [LL]        | Christian Garín [20]    | Roberto Bautista[10]    | Matteo Berrettini [7]      |
| Thiago Monteiro                | Kevin Anderson [PR]     | Roberto Carballés       | Aljaž Bedene               |
| Taylor Fritz [27]              | Norbert Gomboš          | Stan Wawrinka [16]      | Casper Ruud [28]           |
| Marco Cecchinato [Q]           | Federico Coria          | Pedro Martínez [Q]      | Stefano Travaglia          |
| Eliminados en la segunda ronda |                         |                         |                            |
| Ričardas Berankis              | Tennys Sandgren         | Marc Polmans [LL]       | Jiří Veselý                |
| Attila Balázs                  | Guido Pella             | Jan-Lennard Struff [30] | Lloyd Harris               |
| Albert Ramos                   | Marcos Giron            | Dušan Lajović [22]      | Alejandro Davidovich       |
| Denis Shapovalov [9]           | Andrej Martin           | Nikola Milojevic [Q]    | Pablo Cuevas               |
| Aleksandr Búblik               | Radu Albot              | Jurij Rodionov [Q]      | Lorenzo Giustino [Q]       |
| Dominik Koepfer                | Yoshihito Nishioka      | Tommy Paul              | Jack Sock [Q]              |
| Pierre-Hugues Herbert          | Juan Ignacio Lóndero    | Benoît Paire [23]       | Benjamin Bonzi             |
| Mikhail Kukushkin              | John Isner [21]         | Kei Nishikori           | Mackenzie McDonald [PR]    |
| Eliminados en la primera ronda |                         |                         |                            |
| Mikael Ymer                    | Hugo Dellien            | Cameron Norrie          | Hubert Hurkacz [29]        |
| Philipp Kohlschreiber          | Ugo Humbert             | Liam Broady [Q]         | Kamil Majchrzak [PR]       |
| Richard Gasquet                | Yasutaka Uchiyama       | Salvatore Caruso        | John Millman               |
| Frances Tiafoe                 | Feliciano López         | Alexei Popyrin          | Vasek Pospisil             |
| Daniil Medvédev [4]            | Adrian Mannarino        | Quentin Halys [WC]      | Nikoloz Basilashvili [31]  |
| Gianluca Mager                 | Laslo Djere             | Harold Mayot [WC]       | Sam Querrey                |
| Gilles Simon                   | Steve Johnson           | João Sousa              | Grégoire Barrère           |
| Filip Krajinović [26]          | Arthur Rinderknech [WC] | Henri Laaksonen [Q]     | Jaume Munar                |
| Gaël Monfils [8]               | Emilio Gómez [Q]        | Jordan Thompson         | Tomáš Macháč [Q]           |
| Borna Ćorić [24]               | Jérémy Chardy           | Corentin Moutet         | Miomir Kecmanović          |
| Andy Murray [WC]               | Antoine Hoang [WC]      | Maxime Janvier [WC]     | Félix Auger-Aliassime [19] |
| Yuichi Sugita                  | James Duckworth         | Reilly Opelka           | Marin Čilić                |
| Dennis Novak                   | Michael Mmoh [Q]        | Federico Delbonis       | Álex de Miñaur [25]        |
| Soon-Woo Kwon                  | Jason Jung [LL]         | Emil Ruusuvuori         | David Goffin [11]          |
| Fabio Fognini [14]             | Aleksandar Vukic [Q]    | Andreas Seppi           | Elliot Benchetrit [WC]     |
| Daniel Evans [32]              | Pablo Andújar           | Steven Diez [Q]         | Egor Gerasimov             |

### Individual femenino
| Campeona                       | Campeona                | Finalista                | Finalista                |
| ------------------------------ | ----------------------- | ------------------------ | ------------------------ |
| Iga Świątek                    | Iga Świątek             | Sofia Kenin [4]          | Sofia Kenin [4]          |
| Eliminadas en semifinales      |                         |                          |                          |
| Nadia Podoroska [Q]            | Nadia Podoroska [Q]     | Petra Kvitová [7]        | Petra Kvitová [7]        |
| Eliminadas en cuartos de final |                         |                          |                          |
| Martina Trevisan [Q]           | Elina Svitolina [3]     | Danielle Collins         | Laura Siegemund          |
| Eliminadas en la cuarta ronda  |                         |                          |                          |
| Simona Halep [1]               | Kiki Bertens [5]        | Caroline Garcia          | Barbora Krejčíková       |
| Ons Jabeur [30]                | Fiona Ferro             | Shuai Zhang              | Paula Badosa             |
| Eliminadas en la tercera ronda |                         |                          |                          |
| Amanda Anisimova [25]          | Eugénie Bouchard [WC]   | María Sákkari [20]       | Kateřina Siniaková       |
| Ekaterina Alexandrova [27]     | Elise Mertens [16]      | Anna Schmiedlová [PR]    | Tsvetana Pironkova [WC]  |
| Aryna Sabalenka [8]            | Garbiñe Muguruza [11]   | Patricia Maria Țig       | Irina Bara [Q]           |
| Leylah Annie Fernandez         | Clara Burel [WC]        | Petra Martić [13]        | Jeļena Ostapenko         |
| Eliminadas en la segunda ronda |                         |                          |                          |
| Irina-Camelia Begu             | Bernarda Pera           | Daria Gavrilova [PR]     | Su-Wei Hsieh             |
| Cori Gauff                     | Kamila Rajímova [Q]     | Anastasia Pavlyuchenkova | Sara Errani [Q]          |
| Renata Zarazúa [Q]             | Astra Sharma [LL]       | Aliaksandra Sasnovich    | Kaia Kanepi              |
| Victoria Azárenka [10]         | Yulia Putintseva [23]   | Barbora Strýcová [32]    | Serena Williams [6]      |
| Daria Kasátkina                | Nao Hibino              | Clara Tauson [Q]         | Kristýna Plíšková        |
| Elena Rybakina [14]            | Christina McHale        | Alison Van Uytvanck      | Ana Bogdan               |
| Jasmine Paolini                | Polona Hercog           | Kaja Juvan               | Alizé Cornet             |
| Veronika Kudermétova           | Julia Görges            | Sloane Stephens [29]     | Karolína Plíšková [2]    |
| Eliminadas en la primera ronda |                         |                          |                          |
| Sara Sorribes                  | Jil Teichmann           | Catherine Bellis [PR]    | Tamara Korpatsch         |
| Dayana Yastremska [24]         | Anna Kalinskaya         | Barbara Haas [Q]         | Markéta Vondroušová [15] |
| Johanna Konta [9]              | Camila Giorgi           | Shelby Rogers            | Ajla Tomljanović         |
| Svetlana Kuznetsova [28]       | Lauren Davis            | Mónica Puig              | Katarina Zavatska        |
| Varvara Gracheva               | Elsa Jacquemot [WC]     | Anna Blinkova            | Maddison Inglis          |
| Anett Kontaveit [17]           | Anna-Lena Friedsam      | Marie Bouzková           | Margarita Gasparyan      |
| Danka Kovinić                  | Venus Williams          | Greet Minnen             | Kirsten Flipkens         |
| Varvara Lepchenko [Q]          | Nina Stojanović         | Andrea Petković          | Kristie Ahn              |
| Jessica Pegula                 | Harmony Tan [WC]        | Marta Kostyuk [Q]        | Zarina Diyas             |
| Jennifer Brady [21]            | Monica Niculescu [Q]    | Viktória Kužmová         | Tamara Zidanšek          |
| Sorana Cîrstea                 | Heather Watson          | Stefanie Vögele          | Karolína Muchová [22]    |
| Donna Vekić [26]               | Rebecca Peterson        | Tímea Babos              | Liudmila Samsónova       |
| Océane Dodin                   | Aliona Bolsova          | Diane Parry [WC]         | Magda Linette [31]       |
| Angelique Kerber [18]          | Arantxa Rus             | Chloé Paquet [WC]        | Madison Keys [12]        |
| Misaki Doi                     | Pauline Parmentier [WC] | Kristina Mladenovic      | Alison Riske [19]        |
| Vitalia Diatchenko             | Kateryna Kozlova        | Madison Brengle          | Mayar Sherif [Q]         |

## Sumario

### Día 1 (27 de septiembre)
- Cabezas de serie eliminados:
  - Individual masculino:  David Goffin [11],  Borna Ćorić [24],  Álex de Miñaur [25],  Daniel Evans [32]
  - Individual femenino:  Johanna Konta [9],  Anett Kontaveit [17],  Dayana Yastremska [24]
- Orden de juego

| Partidos en los estadios principales                 | Partidos en los estadios principales     | Partidos en los estadios principales     | Partidos en los estadios principales     |
| Partidos en el Estadio Philippe Chatrier             | Partidos en el Estadio Philippe Chatrier | Partidos en el Estadio Philippe Chatrier | Partidos en el Estadio Philippe Chatrier |
| Evento                                               | Ganador                                  | Perdedor                                 | Resultado                                |
| ---------------------------------------------------- | ---------------------------------------- | ---------------------------------------- | ---------------------------------------- |
| Individual masculino - Primera ronda                 | Jannik Sinner                            | David Goffin [11]                        | 7-5, 6-0, 6-3                            |
| Individual femenino - Primera ronda                  | Simona Halep [1]                         | Sara Sorribes                            | 6-4, 6-0                                 |
| Individual femenino - Primera ronda                  | Caroline Garcia                          | Anett Kontaveit [17]                     | 6-4, 3-6, 6-4                            |
| Individual masculino - Primera ronda                 | Stan Wawrinka [16]                       | Andy Murray [WC]                         | 6-1, 6-3, 6-2                            |
| Partidos en el Estadio Suzanne Lenglen               |                                          |                                          |                                          |
| Evento                                               | Ganador                                  | Perdedor                                 | Resultado                                |
| Individual femenino - Primera ronda                  | Victoria Azárenka [10]                   | Danka Kovinić                            | 6-1, 6-2                                 |
| Individual masculino - Primera ronda                 | Jurij Rodionov [Q]                       | Jérémy Chardy                            | 3-6, 4-6, 7-6(8-6), 6-4, 10-8            |
| Individual femenino - Primera ronda                  | Cori Gauff                               | Johanna Konta [9]                        | 6-3, 6-3                                 |
| Individual masculino - Primera ronda                 | Alexander Zverev [6]                     | Dennis Novak                             | 7-5, 6-2, 6-4                            |
| Partidos en el Estadio Simonne Mathieu               |                                          |                                          |                                          |
| Evento                                               | Ganador                                  | Perdedor                                 | Resultado                                |
| Individual femenino - Primera ronda                  | Elise Mertens [16]                       | Margarita Gasparyan                      | 6-2, 6-3                                 |
| Individual femenino - Primera ronda                  | Anna Schmiedlová [PR]                    | Venus Williams                           | 6-4, 6-4                                 |
| Individual masculino - Primera ronda                 | Benoît Paire [23]                        | Soon-Woo Kwon                            | 7-5, 6-4, 6-4                            |
| Individual masculino - Primera ronda                 | Diego Schwartzman [12]                   | Miomir Kecmanović                        | 6-0, 6-1, 6-3                            |
| Fondo de color indica un partido de la rama femenina |                                          |                                          |                                          |

### Día 2 (28 de septiembre)
- Cabezas de serie eliminados:
  - Individual masculino:  Daniil Medvédev [4],  Gaël Monfils [8],  Fabio Fognini [14],  Félix Auger-Aliassime  [19],  Filip Krajinović [26],  Hubert Hurkacz [29]
  - Individual femenino:  Madison Keys [12],  Markéta Vondroušová [15],  Angelique Kerber [18],  Karolína Muchová [22],  Svetlana Kuznetsova [28],  Magda Linette [31]
- Orden de juego

| Partidos en los estadios principales                 | Partidos en los estadios principales     | Partidos en los estadios principales     | Partidos en los estadios principales     |
| Partidos en el Estadio Philippe Chatrier             | Partidos en el Estadio Philippe Chatrier | Partidos en el Estadio Philippe Chatrier | Partidos en el Estadio Philippe Chatrier |
| Evento                                               | Ganador                                  | Perdedor                                 | Resultado                                |
| ---------------------------------------------------- | ---------------------------------------- | ---------------------------------------- | ---------------------------------------- |
| Individual femenino - Primera ronda                  | Petra Kvitová [7]                        | Océane Dodin                             | 6-3, 7-5                                 |
| Individual masculino - Primera ronda                 | Dominic Thiem [3]                        | Marin Čilić                              | 6-4, 6-3, 6-3                            |
| Individual femenino - Primera ronda                  | Serena Williams [6]                      | Kristie Ahn                              | 7-6(7-2), 6-0                            |
| Individual masculino - Primera ronda                 | Rafael Nadal [2]                         | Egor Gerasimov                           | 6-4, 6-4, 6-2                            |
| Individual femenino - Primera ronda                  | Alizé Cornet                             | Chloé Paquet [WC]                        | 6-3, 6-2                                 |
| Partidos en el Estadio Suzanne Lenglen               |                                          |                                          |                                          |
| Evento                                               | Ganador                                  | Perdedor                                 | Resultado                                |
| Individual femenino - Primera ronda                  | Kiki Bertens [5]                         | Katarina Zavatska                        | 2-6, 6-2, 6-0                            |
| Individual femenino - Primera ronda                  | Elina Svitólina [3]                      | Varvara Gracheva                         | 7-6(7-2), 6-4                            |
| Individual masculino - Primera ronda                 | Aleksandr Búblik                         | Gaël Monfils [8]                         | 6-4, 7-5, 3-6, 6-3                       |
| Individual masculino - Primera ronda                 | Márton Fucsovics                         | Daniil Medvédev [4]                      | 6-4, 7-6(7-3), 2-6, 6-1                  |
| Partidos en el Estadio Simonne Mathieu               |                                          |                                          |                                          |
| Evento                                               | Ganador                                  | Perdedor                                 | Resultado                                |
| Individual masculino - Primera ronda                 | Mikhail Kukushkin                        | Fabio Fognini [14]                       | 7-5, 3-6, 7-6(7-1), 6-0                  |
| Individual femenino - Primera ronda                  | Garbiñe Muguruza [11]                    | Tamara Zidanšek                          | 7-5, 4-6, 8-6                            |
| Individual masculino - Primera ronda                 | Karen Jachanov [15]                      | Kamil Majchrzak [PR]                     | 7-6(7-3), 6-3, 6-3                       |
| Fondo de color indica un partido de la rama femenina |                                          |                                          |                                          |

### Día 3 (29 de septiembre)
- Cabezas de serie eliminados:
  - Individual masculino:  Nikoloz Basilashvili [31]
  - Individual femenino:  Alison Riske [19],  Jennifer Brady [21],  Donna Vekić [26]
  - Dobles masculino:  Raven Klaasen /  Oliver Marach [10]
- Orden de juego

| Partidos en los estadios principales                 | Partidos en los estadios principales     | Partidos en los estadios principales     | Partidos en los estadios principales     |
| Partidos en el Estadio Philippe Chatrier             | Partidos en el Estadio Philippe Chatrier | Partidos en el Estadio Philippe Chatrier | Partidos en el Estadio Philippe Chatrier |
| Evento                                               | Ganador                                  | Perdedor                                 | Resultado                                |
| ---------------------------------------------------- | ---------------------------------------- | ---------------------------------------- | ---------------------------------------- |
| Individual femenino - Primera ronda                  | Karolína Plíšková [2]                    | Mayar Sherif [Q]                         | 6-7(9-11), 6-2, 6-4                      |
| Individual femenino - Primera ronda                  | Laura Siegemund                          | Kristina Mladenovic                      | 7-5, 6-3                                 |
| Individual masculino - Primera ronda                 | Novak Djokovic [1]                       | Mikael Ymer                              | 6-0, 6-2, 6-3                            |
| Individual masculino - Primera ronda                 | Denis Shapovalov [9]                     | Gilles Simon                             | 6-2, 7-5, 5-7, 6-3                       |
| Partidos en el Estadio Suzanne Lenglen               |                                          |                                          |                                          |
| Evento                                               | Ganador                                  | Perdedor                                 | Resultado                                |
| Individual masculino - Primera ronda                 | Matteo Berrettini [7]                    | Vasek Pospisil                           | 6-3, 6-1, 6-3                            |
| Individual femenino - Primera ronda                  | Sofia Kenin [2]                          | Liudmila Samsónova                       | 6-4, 3-6, 6-3                            |
| Individual masculino - Primera ronda                 | Stefanos Tsitsipas [5]                   | Jaume Munar                              | 4-6, 2-6, 6-1, 6-4, 6-4                  |
| Individual femenino - Primera ronda                  | Aryna Sabalenka [8]                      | Jessica Pegula                           | 6-3, 6-1                                 |
| Partidos en el Estadio Simonne Mathieu               |                                          |                                          |                                          |
| Evento                                               | Ganador                                  | Perdedor                                 | Resultado                                |
| Individual femenino - Primera ronda                  | Clara Tauson [Q]                         | Jennifer Brady [21]                      | 6-4, 3-6, 9-7                            |
| Individual masculino - Primera ronda                 | Andréi Rubliov [13]                      | Sam Querrey                              | 6-7(5-7), 6-7(4-7), 7-5, 6-4, 6-3        |
| Individual masculino - Primera ronda                 | Roberto Bautista [10]                    | Richard Gasquet                          | 7-6(7-5), 6-2, 6-1                       |
| Individual femenino - Primera ronda                  | Veronika Kudermétova                     | Pauline Parmentier [WC]                  | 6-2, 6-3                                 |
| Fondo de color indica un partido de la rama femenina |                                          |                                          |                                          |

### Día 4 (30 de septiembre)
- Cabezas de serie eliminados:
  - Individual masculino:  John Isner [21],  Benoît Paire [23]
  - Individual femenino:  Serena Williams [6],  Victoria Azárenka [10],  Yulia Putintseva [23],  Barbora Strýcová [32]
  - Dobles femenino:  Lyudmyla Kichenok /  Nadiia Kichenok [15]
- Orden de juego

| Partidos en los estadios principales                 | Partidos en los estadios principales     | Partidos en los estadios principales     | Partidos en los estadios principales     |
| Partidos en el Estadio Philippe Chatrier             | Partidos en el Estadio Philippe Chatrier | Partidos en el Estadio Philippe Chatrier | Partidos en el Estadio Philippe Chatrier |
| Evento                                               | Ganador                                  | Perdedor                                 | Resultado                                |
| ---------------------------------------------------- | ---------------------------------------- | ---------------------------------------- | ---------------------------------------- |
| Individual femenino - Segunda ronda                  | Elina Svitólina [3]                      | Renata Zarazúa [Q]                       | 6-3, 0-6, 6-2                            |
| Individual femenino - Segunda ronda                  | Tsvetana Pironkova [WC]                  | Serena Williams [6]                      | Walkover                                 |
| Individual femenino - Segunda ronda                  | Amanda Anisimova [25]                    | Bernarda Pera                            | 6-2, 6-0                                 |
| Individual masculino - Segunda ronda                 | Rafael Nadal [2]                         | Mackenzie McDonald [PR]                  | 6-1, 6-0, 6-3                            |
| Individual masculino - Segunda ronda                 | Alexander Zverev [6]                     | Pierre-Hugues Herbert                    | 2-6, 6-4, 7-6(7-5), 4-6, 6-4             |
| Partidos en el Estadio Suzanne Lenglen               |                                          |                                          |                                          |
| Evento                                               | Ganador                                  | Perdedor                                 | Resultado                                |
| Individual masculino - Segunda ronda                 | Stan Wawrinka [16]                       | Dominik Koepfer                          | 6-3, 6-2, 3-6, 6-1                       |
| Individual masculino - Segunda ronda                 | Dominic Thiem [3]                        | Jack Sock [Q]                            | 6-1, 6-3, 7-6(8-6)                       |
| Individual femenino - Segunda ronda                  | Simona Halep [1]                         | Irina-Camelia Begu                       | 6-3, 6-4                                 |
| Individual femenino - Segunda ronda                  | Caroline Garcia                          | Aliaksandra Sasnovich                    | 7-6(7-5), 6-2                            |
| Partidos en el Estadio Simonne Mathieu               |                                          |                                          |                                          |
| Evento                                               | Ganador                                  | Perdedor                                 | Resultado                                |
| Individual femenino - Segunda ronda                  | Anna Schmiedlová                         | Victoria Azárenka [10]                   | 6-2, 6-2                                 |
| Individual masculino - Segunda ronda                 | Diego Schwartzman [12]                   | Lorenzo Giustino [Q]                     | 6-1, 7-5, 6-0                            |
| Individual masculino - Segunda ronda                 | Federico Coria                           | Benoît Paire [23]                        | 7-6(7-3), 4-6, 6-3, 6-1                  |
| Individual femenino - Segunda ronda                  | Martina Trevisan [Q]                     | Cori Gauff                               | 4-6, 6-2, 7-5                            |
| Fondo de color indica un partido de la rama femenina |                                          |                                          |                                          |

### Día 5 (1 de octubre)
- Cabezas de serie eliminados:
  - Individual masculino:  Denis Shapovalov [9],  Dušan Lajović  [22],  Jan-Lennard Struff [30]
  - Individual femenino:  Karolína Plíšková [2],  Elena Rybakina [14],  Sloane Stephens [29]
  - Dobles masculino:  Łukasz Kubot /  Marcelo Melo [4]
  - Dobles femenino:  Lucie Hradecká /  Andreja Klepač [11]
- Orden de juego

| Partidos en los estadios principales                 | Partidos en los estadios principales     | Partidos en los estadios principales     | Partidos en los estadios principales     |
| Partidos en el Estadio Philippe Chatrier             | Partidos en el Estadio Philippe Chatrier | Partidos en el Estadio Philippe Chatrier | Partidos en el Estadio Philippe Chatrier |
| Evento                                               | Ganador                                  | Perdedor                                 | Resultado                                |
| ---------------------------------------------------- | ---------------------------------------- | ---------------------------------------- | ---------------------------------------- |
| Individual femenino - Segunda ronda                  | Jeļena Ostapenko                         | Karolína Plíšková [2]                    | 6-4, 6-2                                 |
| Individual femenino - Segunda ronda                  | Sofia Kenin [4]                          | Ana Bogdan                               | 3-6, 6-3, 6-2                            |
| Individual masculino - Segunda ronda                 | Novak Djokovic [1]                       | Ričardas Berankis                        | 6-1, 6-2, 6-2                            |
| Individual masculino - Segunda ronda                 | Stefanos Tsitsipas [5]                   | Pablo Cuevas                             | 6-1, 6-4, 6-2                            |
| Individual femenino - Segunda ronda                  | Fiona Ferro                              | Elena Rybakina [14]                      | 6-3, 4-6, 6-2                            |
| Partidos en el Estadio Suzanne Lenglen               |                                          |                                          |                                          |
| Evento                                               | Ganador                                  | Perdedor                                 | Resultado                                |
| Individual masculino - Segunda ronda                 | Roberto Carballés                        | Denis Shapovalov [9]                     | 7-5, 6-7(5-7), 6-3, 3-6, 8-6             |
| Individual femenino - Segunda ronda                  | Garbiñe Muguruza [11]                    | Kristýna Plíšková                        | 6-3, 6-2                                 |
| Individual masculino - Segunda ronda                 | Matteo Berrettini [7]                    | Lloyd Harris                             | 6-4, 4-6, 6-2, 6-3                       |
| Partidos en el Estadio Simonne Mathieu               |                                          |                                          |                                          |
| Evento                                               | Ganador                                  | Perdedor                                 | Resultado                                |
| Individual femenino - Segunda ronda                  | Petra Kvitová [7]                        | Jasmine Paolini                          | 6-3, 6-3                                 |
| Individual masculino - Segunda ronda                 | Grigor Dimitrov [18]                     | Andrej Martin                            | 6-4, 7-6(7-5), 6-1                       |
| Individual femenino - Segunda ronda                  | Shuai Zhang                              | Alizé Cornet                             | 6-4, 7-6(7-3)                            |
| Individual masculino - Segunda ronda                 | Andréi Rubliov [13]                      | Alejandro Davidovich                     | 7-5, 6-1, 3-6, 6-1                       |
| Fondo de color indica un partido de la rama femenina |                                          |                                          |                                          |

### Día 6 (2 de octubre)
- Cabezas de serie eliminados:
  - Individual masculino:  Stan Wawrinka [16],  Taylor Fritz [27],  Casper Ruud [28]
  - Individual femenino:  Elise Mertens [16],  María Sákkari [20],  Amanda Anisimova [25],  Ekaterina Alexandrova [27]
  - Dobles masculino:  John Peers /  Michael Venus [11]
  - Dobles femenino:  Laura Siegemund /  Vera Zvonareva [12]
- Orden de juego

| Partidos en los estadios principales                 | Partidos en los estadios principales     | Partidos en los estadios principales     | Partidos en los estadios principales     |
| Partidos en el Estadio Philippe Chatrier             | Partidos en el Estadio Philippe Chatrier | Partidos en el Estadio Philippe Chatrier | Partidos en el Estadio Philippe Chatrier |
| Evento                                               | Ganador                                  | Perdedor                                 | Resultado                                |
| ---------------------------------------------------- | ---------------------------------------- | ---------------------------------------- | ---------------------------------------- |
| Individual masculino - Tercera ronda                 | Dominic Thiem [3]                        | Casper Ruud [28]                         | 6-4, 6-3, 6-1                            |
| Individual femenino - Tercera ronda                  | Simona Halep [1]                         | Amanda Anisimova [25]                    | 6-0, 6-1                                 |
| Individual femenino - Tercera ronda                  | Caroline Garcia                          | Elise Mertens [16]                       | 1-6, 6-4, 7-5                            |
| Individual masculino - Tercera ronda                 | Rafael Nadal [2]                         | Stefano Travaglia                        | 6-1, 6-4, 6-0                            |
| Individual femenino - Tercera ronda                  | Kiki Bertens [5]                         | Kateřina Siniaková                       | 6-2, 6-2                                 |
| Partidos en el Estadio Suzanne Lenglen               |                                          |                                          |                                          |
| Evento                                               | Ganador                                  | Perdedor                                 | Resultado                                |
| Individual femenino - Tercera ronda                  | Elina Svitólina [3]                      | Ekaterina Alexandrova [27]               | 6-4, 7-5                                 |
| Individual masculino - Tercera ronda                 | Hugo Gaston [WC]                         | Stan Wawrinka [16]                       | 2-6, 6-3, 6-3, 4-6, 6-0                  |
| Individual masculino - Tercera ronda                 | Alexander Zverev [6]                     | Marco Cecchinato [Q]                     | 6-1, 7-5, 6-3                            |
| Partidos en el Estadio Simonne Mathieu               |                                          |                                          |                                          |
| Evento                                               | Ganador                                  | Perdedor                                 | Resultado                                |
| Individual femenino - Tercera ronda                  | Iga Świątek                              | Eugénie Bouchard [WC]                    | 6-3, 6-2                                 |
| Individual masculino - Tercera ronda                 | Lorenzo Sonego                           | Taylor Fritz [27]                        | 7-6(7-5), 6-3, 7-6(19-17)                |
| Individual masculino - Tercera ronda                 | Diego Schwartzman [12]                   | Norbert Gomboš                           | 7-6(7-3), 6-3, 6-3                       |
| Fondo de color indica un partido de la rama femenina |                                          |                                          |                                          |

### Día 7 (3 de octubre)
- Cabezas de serie eliminados:
  - Individual masculino:  Matteo Berrettini [7],  Roberto Bautista [10],  Christian Garín [20]
  - Individual femenino:  Aryna Sabalenka [8],  Garbiñe Muguruza [11],  Petra Martić [13]
  - Dobles masculino:  Marcel Granollers /  Horacio Zeballos [2],  Jérémy Chardy /  Fabrice Martin [14],  Austin Krajicek /  Franko Škugor [16]
  - Dobles femenino:  Elise Mertens /  Aryna Sabalenka [3]
- Orden de juego

| Partidos en los estadios principales                 | Partidos en los estadios principales     | Partidos en los estadios principales     | Partidos en los estadios principales     |
| Partidos en el Estadio Philippe Chatrier             | Partidos en el Estadio Philippe Chatrier | Partidos en el Estadio Philippe Chatrier | Partidos en el Estadio Philippe Chatrier |
| Evento                                               | Ganador                                  | Perdedor                                 | Resultado                                |
| ---------------------------------------------------- | ---------------------------------------- | ---------------------------------------- | ---------------------------------------- |
| Individual masculino - Tercera ronda                 | Daniel Altmaier [Q]                      | Matteo Berrettini [7]                    | 6-2, 7-6(7-5), 6-4                       |
| Individual femenino - Tercera ronda                  | Sofia Kenin [4]                          | Irina Bara [Q]                           | 6-2, 6-0                                 |
| Individual femenino - Tercera ronda                  | Fiona Ferro                              | Patricia Maria Țig                       | 7-6(9-7), 4-6, 6-0                       |
| Individual masculino - Tercera ronda                 | Novak Djokovic [1]                       | Daniel Elahi Galán [LL]                  | 6-0, 6-3, 6-2                            |
| Individual femenino - Tercera ronda                  | Danielle Collins                         | Garbiñe Muguruza [11]                    | 7-5, 2-6, 6-4                            |
| Partidos en el Estadio Suzanne Lenglen               |                                          |                                          |                                          |
| Evento                                               | Ganador                                  | Perdedor                                 | Resultado                                |
| Individual masculino - Tercera ronda                 | Pablo Carreño [17]                       | Roberto Bautista [10]                    | 6-4, 6-3, 5-7, 6-4                       |
| Individual masculino - Tercera ronda                 | Stefanos Tsitsipas [5]                   | Aljaž Bedene                             | 6-1, 6-2, 3-1, ret.                      |
| Individual femenino - Tercera ronda                  | Petra Kvitová [7]                        | Leylah Annie Fernandez                   | 7-5, 6-3                                 |
| Partidos en el Estadio Simonne Mathieu               |                                          |                                          |                                          |
| Evento                                               | Ganador                                  | Perdedor                                 | Resultado                                |
| Individual masculino - Tercera ronda                 | Andréi Rubliov [13]                      | Kevin Anderson [PR]                      | 6-3, 6-2, 6-3                            |
| Individual femenino - Tercera ronda                  | Shuai Zhang                              | Clara Burel [WC]                         | 7-6(7-2), 7-5                            |
| Individual masculino - Tercera ronda                 | Grigor Dimitrov [18]                     | Roberto Carballés                        | 6-1, 6-3, ret.                           |
| Individual femenino - Tercera ronda                  | Paula Badosa                             | Jeļena Ostapenko                         | 6-4, 6-3                                 |
| Fondo de color indica un partido de la rama femenina |                                          |                                          |                                          |

### Día 8 (4 de octubre)
- Cabezas de serie eliminados:
  - Individual masculino:  Alexander Zverev [6]
  - Individual femenino:  Simona Halep [1],  Kiki Bertens [5]
  - Dobles masculino:  Ivan Dodig /  Filip Polášek [5],  Pierre-Hugues Herbert /  Nicolas Mahut [6],  Jean-Julien Rojer /  Horia Tecău [12],  Jürgen Melzer /  Édouard Roger-Vasselin [15]
  - Dobles femenino:  Su-Wei Hsieh /  Barbora Strýcová [1],  Gabriela Dabrowski /  Jeļena Ostapenko [5],  Veronika Kudermétova /  Shuai Zhang [8],  Cori Gauff /  Caty McNally [16]
- Orden de juego

| Partidos en los estadios principales                 | Partidos en los estadios principales      | Partidos en los estadios principales           | Partidos en los estadios principales     |
| Partidos en el Estadio Philippe Chatrier             | Partidos en el Estadio Philippe Chatrier  | Partidos en el Estadio Philippe Chatrier       | Partidos en el Estadio Philippe Chatrier |
| Evento                                               | Ganador                                   | Perdedor                                       | Resultado                                |
| ---------------------------------------------------- | ----------------------------------------- | ---------------------------------------------- | ---------------------------------------- |
| Individual femenino - Cuarta ronda                   | Iga Świątek                               | Simona Halep [1]                               | 6-1, 6-2                                 |
| Individual masculino - Cuarta ronda                  | Rafael Nadal [2]                          | Sebastian Korda [Q]                            | 6-1, 6-1, 6-2                            |
| Individual femenino - Cuarta ronda                   | Elina Svitólina [3]                       | Caroline Garcia                                | 6-1, 6-3                                 |
| Individual masculino - Cuarta ronda                  | Dominic Thiem [3]                         | Hugo Gaston [WC]                               | 6-4, 6-4, 5-7, 3-6, 6-3                  |
| Partidos en el Estadio Suzanne Lenglen               |                                           |                                                |                                          |
| Evento                                               | Ganador                                   | Perdedor                                       | Resultado                                |
| Individual femenino - Cuarta ronda                   | Martina Trevisan [Q]                      | Kiki Bertens [5]                               | 6-4, 6-4                                 |
| Individual masculino - Cuarta ronda                  | Jannik Sinner                             | Alexander Zverev [6]                           | 6-3, 6-3, 4-6, 6-3                       |
| Individual masculino - Cuarta ronda                  | Diego Schwartzman [12]                    | Lorenzo Sonego                                 | 6-1, 6-3, 6-4                            |
| Partidos en el Estadio Simonne Mathieu               |                                           |                                                |                                          |
| Evento                                               | Ganador                                   | Perdedor                                       | Resultado                                |
| Dobles masculino - Tercera ronda                     | Juan Sebastián Cabal [1] Robert Farah [1] | Jürgen Melzer [15] Édouard Roger-Vasselin [15] | 4-6, 7-6(7-3), 7-6(7-3)                  |
| Individual femenino - Cuarta ronda                   | Nadia Podoroska [Q]                       | Barbora Krejčíková                             | 2-6, 6-2, 6-3                            |
| Dobles femenino - Tercera ronda                      | Tímea Babos [2] Kristina Mladenovic [2]   | Andreea Mitu Patricia Maria Țig                | 6-2, 6-3                                 |
| Dobles masculino - Tercera ronda                     | Wesley Koolhof [9] Nikola Mektić [9]      | Pierre-Hugues Herbert [6] Nicolas Mahut [6]    | 6-2, 7-6(7-3)                            |
| Fondo de color indica un partido de la rama femenina |                                           |                                                |                                          |

### Día 9 (5 de octubre)
- Cabezas de serie eliminados:
  - Individual masculino:  Karen Jachanov [15],  Grigor Dimitrov [18]
  - Dobles masculino:  Rajeev Ram /  Joe Salisbury [3]
  - Dobles femenino:  Květa Peschke /  Demi Schuurs [6],  Hayley Carter /  Luisa Stefani [10],  Viktória Kužmová /  Kristýna Plíšková [13]
- Orden de juego

| Partidos en los estadios principales                 | Partidos en los estadios principales          | Partidos en los estadios principales         | Partidos en los estadios principales     |
| Partidos en el Estadio Philippe Chatrier             | Partidos en el Estadio Philippe Chatrier      | Partidos en el Estadio Philippe Chatrier     | Partidos en el Estadio Philippe Chatrier |
| Evento                                               | Ganador                                       | Perdedor                                     | Resultado                                |
| ---------------------------------------------------- | --------------------------------------------- | -------------------------------------------- | ---------------------------------------- |
| Individual femenino - Cuarta ronda                   | Petra Kvitová [7]                             | Shuai Zhang                                  | 6-2, 6-4                                 |
| Individual masculino - Cuarta ronda                  | Stefanos Tsitsipas [5]                        | Grigor Dimitrov [18]                         | 6-3, 7-6(11-9), 6-2                      |
| Individual masculino - Cuarta ronda                  | Novak Djokovic [1]                            | Karen Jachanov [15]                          | 6-4, 6-3, 6-3                            |
| Individual femenino - Cuarta ronda                   | Sofia Kenin [4]                               | Fiona Ferro                                  | 2-6, 6-2, 6-1                            |
| Individual masculino - Cuarta ronda                  | Pablo Carreño [17]                            | Daniel Altmaier [Q]                          | 6-2, 7-5, 6-2                            |
| Partidos en el Estadio Suzanne Lenglen               |                                               |                                              |                                          |
| Evento                                               | Ganador                                       | Perdedor                                     | Resultado                                |
| Individual masculino - Cuarta ronda                  | Andréi Rubliov [13]                           | Márton Fucsovics                             | 6-7(4-7), 7-5, 6-4, 7-6(7-3)             |
| Partidos en el Estadio Simonne Mathieu               |                                               |                                              |                                          |
| Evento                                               | Ganador                                       | Perdedor                                     | Resultado                                |
| Individual femenino - Cuarta ronda                   | Laura Siegemund                               | Paula Badosa                                 | 7-5, 6-2                                 |
| Dobles femenino - Tercera ronda                      | Barbora Krejčíková [3] Kateřina Siniaková [3] | Viktória Kužmová [13] Kristýna Plíšková [13] | 6-4, 6-2                                 |
| Dobles masculino - Cuartos de final                  | Juan Sebastián Cabal [1] Robert Farah [1]     | Frederik Nielsen Tim Puetz                   | 6-7(10-12), 6-4, 7-6(9-7)                |
| Fondo de color indica un partido de la rama femenina |                                               |                                              |                                          |

### Día 10 (6 de octubre)
- Cabezas de serie eliminados:
  - Individual masculino:  Dominic Thiem [3]
  - Individual femenino:  Elina Svitólina [3],  Ons Jabeur [30]
  - Dobles masculino:  Jamie Murray /  Neal Skupski [13]
  - Dobles femenino:  Sofia Kenin /  Bethanie Mattek-Sands [9]
- Orden de juego

| Partidos en los estadios principales                 | Partidos en los estadios principales          | Partidos en los estadios principales      | Partidos en los estadios principales     |
| Partidos en el Estadio Philippe Chatrier             | Partidos en el Estadio Philippe Chatrier      | Partidos en el Estadio Philippe Chatrier  | Partidos en el Estadio Philippe Chatrier |
| Evento                                               | Ganador                                       | Perdedor                                  | Resultado                                |
| ---------------------------------------------------- | --------------------------------------------- | ----------------------------------------- | ---------------------------------------- |
| Individual femenino - Cuarta ronda                   | Danielle Collins                              | Ons Jabeur [30]                           | 6-4, 4-6, 6-4                            |
| Individual femenino - Cuartos de final               | Nadia Podoroska [Q]                           | Elina Svitólina [3]                       | 6-2, 6-4                                 |
| Individual masculino - Cuartos de final              | Diego Schwartzman [12]                        | Dominic Thiem [3]                         | 7-6(7-1), 5-7, 6-7(6-8), 7-6(7-5), 6-2   |
| Individual femenino - Cuartos de final               | Iga Świątek                                   | Martina Trevisan [Q]                      | 6-3, 6-1                                 |
| Individual masculino - Cuartos de final              | Rafael Nadal [2]                              | Jannik Sinner                             | 7-6(7-4), 6-4, 6-1                       |
| Partidos en el Estadio Suzanne Lenglen               |                                               |                                           |                                          |
| Evento                                               | Ganador                                       | Perdedor                                  | Resultado                                |
| Dobles masculino - Cuartos de final                  | Kevin Krawietz [8] Andreas Mies [8]           | Jamie Murray [13] Neal Skupski [13]       | 6-4, 6-4                                 |
| Dobles femenino - Cuartos de final                   | Tímea Babos [2] Kristina Mladenovic [2]       | Marta Kostyuk Aliaksandra Sasnovich       | 6-2, 7-5                                 |
| Dobles femenino - Cuartos de final                   | Barbora Krejčíková [4] Kateřina Siniaková [4] | Sofia Kenin [9] Bethanie Mattek-Sands [9] | 1-6, 6-4, 6-2                            |
| Dobles masculino - Cuartos de final                  | Wesley Koolhof [9] Nikola Mektić [9]          | Nicholas Monroe Tommy Paul                | 6-4, 6-4                                 |
| Fondo de color indica un partido de la rama femenina |                                               |                                           |                                          |

### Día 11 (7 de octubre)
- Cabezas de serie eliminados:
  - Individual masculino:  Andréi Rubliov [13],  Pablo Carreño [17]
  - Dobles femenino:  Shuko Aoyama /  Ena Shibahara [7]
- Orden de juego

| Partidos en los estadios principales                 | Partidos en los estadios principales      | Partidos en los estadios principales     | Partidos en los estadios principales     |
| Partidos en el Estadio Philippe Chatrier             | Partidos en el Estadio Philippe Chatrier  | Partidos en el Estadio Philippe Chatrier | Partidos en el Estadio Philippe Chatrier |
| Evento                                               | Ganador                                   | Perdedor                                 | Resultado                                |
| ---------------------------------------------------- | ----------------------------------------- | ---------------------------------------- | ---------------------------------------- |
| Individual femenino - Cuartos de final               | Petra Kvitová [7]                         | Laura Siegemund                          | 6-3, 6-3                                 |
| Individual femenino - Cuartos de final               | Sofia Kenin [4]                           | Danielle Collins                         | 6-4, 4-6, 6-0                            |
| Individual masculino - Cuartos de final              | Stefanos Tsitsipas [5]                    | Andréi Rubliov [13]                      | 7-5, 6-2, 6-3                            |
| Individual masculino - Cuartos de final              | Novak Djokovic [1]                        | Pablo Carreño [17]                       | 4-6, 6-2, 6-3, 6-4                       |
| Partidos en el Estadio Suzanne Lenglen               |                                           |                                          |                                          |
| Evento                                               | Ganador                                   | Perdedor                                 | Resultado                                |
| Dobles femenino - Cuartos de final                   | Alexa Guarachi [14] Desirae Krawczyk [14] | Shuko Aoyama [7] Ena Shibahara [7]       | 6-0, 6-4                                 |
| Dobles femenino - Cuartos de final                   | Nicole Melichar Iga Świątek               | Asia Muhammad Jessica Pegula             | 6-3, 6-4                                 |
| Fondo de color indica un partido de la rama femenina |                                           |                                          |                                          |

### Día 12 (8 de octubre)
- Cabezas de serie eliminados:
  - Individual femenino:  Petra Kvitová [7]
  - Dobles masculino:  Juan Sebastián Cabal /  Robert Farah [1],  Wesley Koolhof /  Nikola Mektić [9]
- Orden de juego

| Partidos en los estadios principales                 | Partidos en los estadios principales     | Partidos en los estadios principales      | Partidos en los estadios principales     |
| Partidos en el Estadio Philippe Chatrier             | Partidos en el Estadio Philippe Chatrier | Partidos en el Estadio Philippe Chatrier  | Partidos en el Estadio Philippe Chatrier |
| Evento                                               | Ganador                                  | Perdedor                                  | Resultado                                |
| ---------------------------------------------------- | ---------------------------------------- | ----------------------------------------- | ---------------------------------------- |
| Individual femenino - Semifinales                    | Iga Świątek                              | Nadia Podoroska [Q]                       | 6-2, 6-1                                 |
| Individual femenino - Semifinales                    | Sofia Kenin [4]                          | Petra Kvitová [7]                         | 6-4, 7-5                                 |
| Partidos en el Estadio Suzanne Lenglen               |                                          |                                           |                                          |
| Evento                                               | Ganador                                  | Perdedor                                  | Resultado                                |
| Dobles masculino - Semifinales                       | Mate Pavić [7] Bruno Soares [7]          | Juan Sebastián Cabal [1] Robert Farah [1] | 7-6(7-4), 7-5                            |
| Dobles masculino - Semifinales                       | Kevin Krawietz [8] Andreas Mies [8]      | Wesley Koolhof [9] Nikola Mektić [9]      | 6-3, 7-5                                 |
| Fondo de color indica un partido de la rama femenina |                                          |                                           |                                          |

### Día 13 (9 de octubre)
- Cabezas de serie eliminados:
  - Individual masculino:  Stefanos Tsitsipas [5],  Diego Schwartzman [12]
  - Dobles femenino:  Barbora Krejčíková /  Kateřina Siniaková [4]
- Orden de juego

| Partidos en los estadios principales                 | Partidos en los estadios principales      | Partidos en los estadios principales          | Partidos en los estadios principales     |
| Partidos en el Estadio Philippe Chatrier             | Partidos en el Estadio Philippe Chatrier  | Partidos en el Estadio Philippe Chatrier      | Partidos en el Estadio Philippe Chatrier |
| Evento                                               | Ganador                                   | Perdedor                                      | Resultado                                |
| ---------------------------------------------------- | ----------------------------------------- | --------------------------------------------- | ---------------------------------------- |
| Individual masculino - Semifinales                   | Rafael Nadal [2]                          | Diego Schwartzman [12]                        | 6-3, 6-3, 7-6(7-0)                       |
| Individual masculino - Semifinales                   | Novak Djokovic [1]                        | Stefanos Tsitsipas [5]                        | 6-3, 6-2, 5-7, 4-6, 6-1                  |
| Partidos en el Estadio Suzanne Lenglen               |                                           |                                               |                                          |
| Evento                                               | Ganador                                   | Perdedor                                      | Resultado                                |
| Dobles femenino - Semifinales                        | Tímea Babos [2] Kristina Mladenovic [2]   | Barbora Krejčíková [4] Kateřina Siniaková [4] | 6-2, 4-6, 7-5                            |
| Dobles femenino - Semifinales                        | Alexa Guarachi [14] Desirae Krawczyk [14] | Iga Świątek Nicole Melichar                   | 7-6(7-5), 1-6, 6-4                       |
| Fondo de color indica un partido de la rama femenina |                                           |                                               |                                          |

### Día 14 (10 de octubre)
- Cabezas de serie eliminados:
  - Individual femenino:  Sofia Kenin [4]
  - Dobles masculino:  Mate Pavić /  Bruno Soares [7]
- Orden de juego

| Partidos en los estadios principales                 | Partidos en los estadios principales     | Partidos en los estadios principales     | Partidos en los estadios principales     |
| Partidos en el Estadio Philippe Chatrier             | Partidos en el Estadio Philippe Chatrier | Partidos en el Estadio Philippe Chatrier | Partidos en el Estadio Philippe Chatrier |
| Evento                                               | Ganador                                  | Perdedor                                 | Resultado                                |
| ---------------------------------------------------- | ---------------------------------------- | ---------------------------------------- | ---------------------------------------- |
| Individual femenino - Final                          | Iga Świątek                              | Sofia Kenin [4]                          | 6-4, 6-1                                 |
| Dobles masculino - Final                             | Kevin Krawietz [8] Andreas Mies [8]      | Mate Pavić [7] Bruno Soares [7]          | 6-3, 7-5                                 |
| Fondo de color indica un partido de la rama femenina |                                          |                                          |                                          |

### Día 15 (11 de octubre)
- Cabezas de serie eliminados:
  - Individual masculino:  Novak Djokovic [1]
  - Dobles femenino:  Alexa Guarachi /  Desirae Krawczyk [14]
- Orden de juego

| Partidos en los estadios principales                 | Partidos en los estadios principales     | Partidos en los estadios principales      | Partidos en los estadios principales     |
| Partidos en el Estadio Philippe Chatrier             | Partidos en el Estadio Philippe Chatrier | Partidos en el Estadio Philippe Chatrier  | Partidos en el Estadio Philippe Chatrier |
| Evento                                               | Ganador                                  | Perdedor                                  | Resultado                                |
| ---------------------------------------------------- | ---------------------------------------- | ----------------------------------------- | ---------------------------------------- |
| Dobles femenino - Final                              | Tímea Babos [2] Kristina Mladenovic [2]  | Alexa Guarachi [14] Desirae Krawczyk [14] | 6-4, 7-5                                 |
| Individual masculino - Final                         | Rafael Nadal [2]                         | Novak Djokovic [1]                        | 6-0, 6-2, 7-5                            |
| Fondo de color indica un partido de la rama femenina |                                          |                                           |                                          |

## Cabezas de serie
Las siguientes tablas muestran a los cabezas de serie y los jugadores que no se presentaron en el torneo. Los cabezas de serie (columna Nº) se determinaron en base a las clasificaciones ATP y WTA correspondientes al 21 de septiembre de 2020. La Clasificación y los Puntos son los correspondientes a las clasificaciones ATP y WTA del 28 de septiembre de 2020. Si la diferencia entre Puntos ganados y Puntos por defender es positiva (mayor que 0) entonces Nuevos Puntos = Puntos + (Puntos ganados - Puntos por defender) y si no: Nuevos Puntos = Puntos. Así, se premia a quienes consigan más puntos respecto a los obtenidos en la edición anterior sin que por ello se penalice a quienes consigan menos puntos o no hayan concurrido  a la presente edición por el motivo que sea.

### Individual masculino
| N° | Clasif | Jugador               | Puntos | Puntos por defender | Puntos ganados | Nuevos puntos | Ronda hasta la que avanzó en el torneo               |
| -- | ------ | --------------------- | ------ | ------------------- | -------------- | ------------- | ---------------------------------------------------- |
| 1  | 1      | Novak Djokovic        | 11260  | 720                 | 1200           | 11 740        | Final, perdió ante Rafael Nadal [2]                  |
| 2  | 2      | Rafael Nadal          | 9850   | 2000                | 2000           | 9850          | Campeón, venció a Novak Djokovic [1]                 |
| 3  | 3      | Dominic Thiem         | 9125   | 1200                | 360            | 9125          | Cuartos de final, perdió ante Diego Schwartzman [12] |
| 4  | 5      | Daniil Medvédev       | 5890   | 10                  | 10             | 5890          | Primera ronda, perdió ante Márton Fucsovics          |
| 5  | 6      | Stefanos Tsitsipas    | 5385   | 180                 | 720            | 5925          | Semifinales, perdió ante Novak Djokovic [1]          |
| 6  | 7      | Alexander Zverev      | 4650   | 360                 | 180            | 4650          | Cuarta ronda, perdió ante Jannik Sinner              |
| 7  | 8      | Matteo Berrettini     | 3030   | 45                  | 90             | 3075          | Tercera ronda, perdió ante Daniel Altmaier [Q]       |
| 8  | 9      | Gaël Monfils          | 2860   | 180                 | 10             | 2860          | Primera ronda, perdió ante Aleksandr Búblik          |
| 9  | 11     | Denis Shapovalov      | 2660   | 10                  | 45             | 2695          | Segunda ronda, perdió ante Roberto Carballés         |
| 10 | 10     | Roberto Bautista      | 2665   | 90                  | 90             | 2665          | Tercera ronda, perdió ante Pablo Carreño [17]        |
| 11 | 13     | David Goffin          | 2555   | 90                  | 10             | 2555          | Primera ronda, perdió ante Jannik Sinner             |
| 12 | 14     | Diego Schwartzman     | 2505   | 45                  | 720            | 3180          | Semifinales, perdió ante Rafael Nadal [2]            |
| 13 | 12     | Andréi Rubliov        | 2614   | 0                   | 360            | 2974          | Cuartos de final, perdió ante Stefanos Tsitsipas [5] |
| 14 | 15     | Fabio Fognini         | 2400   | 180                 | 10             | 2400          | Primera ronda, perdió ante Mikhail Kukushkin         |
| 15 | 16     | Karen Jachanov        | 2200   | 360                 | 180            | 2200          | Cuarta ronda, perdió ante Novak Djokovic [1]         |
| 16 | 17     | Stan Wawrinka         | 2185   | 360                 | 90             | 2185          | Tercera ronda, perdió ante Hugo Gaston [WC]          |
| 17 | 18     | Pablo Carreño         | 2130   | 90                  | 360            | 2400          | Cuartos de final, perdió vs. Novak Djokovic [1]      |
| 18 | 20     | Grigor Dimitrov       | 2055   | 90                  | 180            | 2145          | Cuarta ronda, perdió vs. Stefanos Tsitsipas [5]      |
| 19 | 22     | Félix Auger-Aliassime | 1976   | 0                   | 10             | 1986          | Primera ronda, perdió ante Yoshihito Nishioka        |
| 20 | 19     | Christian Garín       | 2090   | 45                  | 90             | 2135          | Tercera ronda, perdió ante Karen Jachanov [15]       |
| 21 | 23     | John Isner            | 1805   | 0                   | 45             | 1850          | Segunda ronda, perdió ante Sebastian Korda [Q]       |
| 22 | 24     | Dušan Lajović         | 1785   | 90                  | 45             | 1785          | Segunda ronda, perdió ante Kevin Anderson [PR]       |
| 23 | 26     | Benoît Paire          | 1738   | 180                 | 45             | 1738          | Segunda ronda, perdió ante Federico Coria            |
| 24 | 27     | Borna Ćorić           | 1670   | 180                 | 10             | 1670          | Primera ronda, perdió ante Norbert Gomboš            |
| 25 | 28     | Álex de Miñaur        | 1665   | 45                  | 10             | 1665          | Primera ronda, perdió ante Marco Cecchinato [Q]      |
| 26 | 29     | Filip Krajinović      | 1628   | 90                  | 10             | 1628          | Primera ronda, perdió ante Nikola Milojevic [Q]      |
| 27 | 30     | Taylor Fritz          | 1625   | 45                  | 90             | 1670          | Tercera ronda, perdió ante Lorenzo Sonego            |
| 28 | 25     | Casper Ruud           | 1739   | 90                  | 90             | 1739          | Tercera ronda, perdió ante Dominic Thiem [3]         |
| 29 | 31     | Hubert Hurkacz        | 1468   | 10                  | 10             | 1468          | Primera ronda, perdió ante Tennys Sandgren           |
| 30 | 32     | Jan-Lennard Struff    | 1450   | 180                 | 45             | 1450          | Segunda ronda, perdió ante Daniel Altmaier [Q]       |
| 31 | 33     | Nikoloz Basilashvili  | 1395   | 10                  | 10             | 1395          | Primera ronda, perdió ante Thiago Monteiro           |
| 32 | 34     | Daniel Evans          | 1384   | 10                  | 10             | 1384          | Primera ronda, perdió ante Kei Nishikori             |

#### Bajas masculinas notables
| Clasif | Jugador       | Puntos | Puntos por defender | Nuevos puntos | Motivo               |
| ------ | ------------- | ------ | ------------------- | ------------- | -------------------- |
| 4      | Roger Federer | 6630   | 720                 | 6630          | Lesión en la rodilla |
| 21     | Milos Raonic  | 2040   | 0                   | 2040          |                      |

### Individual femenino
| N° | Clasif | Jugadora              | Puntos | Puntos por defender | Puntos ganados | Nuevos puntos | Ronda hasta la que avanzó en el torneo                |
| -- | ------ | --------------------- | ------ | ------------------- | -------------- | ------------- | ----------------------------------------------------- |
| 1  | 2      | Simona Halep          | 7255   | 430                 | 240            | 7255          | Cuarta ronda, perdió ante Iga Świątek                 |
| 2  | 4      | Karolína Plíšková     | 5205   | 130                 | 70             | 5205          | Segunda ronda, perdió ante Jeļena Ostapenko           |
| 3  | 5      | Elina Svitólina       | 4960   | 130                 | 430            | 5260          | Cuartos de final, perdió ante Nadia Podoroska [Q]     |
| 4  | 6      | Sofia Kenin           | 4700   | 240                 | 1300           | 5760          | Final, perdió ante Iga Świątek                        |
| 5  | 8      | Kiki Bertens          | 4335   | 70                  | 240            | 4505          | Cuarta ronda, perdió ante Martina Trevisan [Q]        |
| 6  | 9      | Serena Williams       | 4080   | 130                 | 70             | 4080          | Segunda ronda, se retiró ante Tsvetana Pironkova [WC] |
| 7  | 11     | Petra Kvitová         | 3736   | 0                   | 780            | 4516          | Semifinales, perdió ante Sofia Kenin [4]              |
| 8  | 12     | Aryna Sabalenka       | 3615   | 70                  | 130            | 3675          | Tercera ronda, perdió ante Ons Jabeur [30]            |
| 9  | 13     | Johanna Konta         | 3152   | 780                 | 10             | 3152          | Primera ronda, perdió ante Cori Gauff                 |
| 10 | 14     | Victoria Azárenka     | 3122   | 70                  | 70             | 3122          | Segunda ronda, perdió ante Anna Schmiedlová [PR]      |
| 11 | 15     | Garbiñe Muguruza      | 3016   | 240                 | 130            | 3016          | Tercera ronda, perdió ante Danielle Collins           |
| 12 | 16     | Madison Keys          | 2962   | 430                 | 10             | 2962          | Primera ronda, perdió ante Shuai Zhang                |
| 13 | 17     | Petra Martić          | 2850   | 430                 | 130            | 2850          | Tercera ronda, perdió ante Laura Siegemund            |
| 14 | 18     | Elena Rybakina        | 2666   | 40                  | 70             | 2696          | Segunda ronda, perdió ante Fiona Ferro                |
| 15 | 19     | Markéta Vondroušová   | 2538   | 1300                | 10             | 2538          | Primera ronda, perdió ante Iga Świątek                |
| 16 | 20     | Elise Mertens         | 2490   | 130                 | 130            | 2490          | Tercera ronda, perdió ante Caroline Garcia            |
| 17 | 21     | Anett Kontaveit       | 2330   | 10                  | 10             | 2330          | Primera ronda, perdió ante Caroline Garcia            |
| 18 | 22     | Angelique Kerber      | 2271   | 10                  | 10             | 2271          | Primera ronda, perdió ante Kaja Juvan                 |
| 19 | 23     | Alison Riske          | 2256   | 10                  | 10             | 2256          | Primera ronda, perdió ante Julia Görges               |
| 20 | 24     | María Sákkari         | 2240   | 70                  | 130            | 2300          | Tercera ronda, perdió ante Martina Trevisan [Q]       |
| 21 | 25     | Jennifer Brady        | 2165   | 70                  | 10             | 2165          | Primera ronda, perdió ante Clara Tauson [Q]           |
| 22 | 26     | Karolína Muchová      | 1982   | 70                  | 10             | 1982          | Primera ronda, perdió ante Christina McHale           |
| 23 | 27     | Yulia Putintseva      | 1955   | 10                  | 70             | 2015          | Segunda ronda, perdió ante Nadia Podoroska [Q]        |
| 24 | 28     | Dayana Yastremska     | 1925   | 10                  | 10             | 1925          | Primera ronda, perdió ante Daria Gavrilova [PR]       |
| 25 | 29     | Amanda Anisimova      | 1905   | 780                 | 130            | 1905          | Tercera ronda, perdió ante Simona Halep [1]           |
| 26 | 30     | Donna Vekić           | 1880   | 240                 | 10             | 1880          | Primera ronda, perdió ante Irina Bara [Q]             |
| 27 | 31     | Ekaterina Alexandrova | 1775   | 130                 | 130            | 1775          | Tercera ronda, perdió ante Elina Svitólina [3]        |
| 28 | 33     | Svetlana Kuznetsova   | 1631   | 10                  | 10             | 1631          | Primera ronda, perdió ante Anastasia Pavlyuchenkova   |
| 29 | 35     | Sloane Stephens       | 1573   | 430                 | 70             | 1573          | Segunda ronda, perdió ante Paula Badosa               |
| 30 | 36     | Ons Jabeur            | 1573   | 10                  | 240            | 1803          | Cuarta ronda, perdió ante Danielle Collins            |
| 31 | 34     | Magda Linette         | 1602   | 70                  | 10             | 1602          | Primera ronda, perdió ante Leylah Annie Fernandez     |
| 32 | 37     | Barbora Strýcová      | 1570   | 10                  | 70             | 1630          | Segunda ronda, perdió ante Barbora Krejčíková         |

#### Bajas femeninas notables
| Clasif | Jugadora         | Puntos | Puntos por defender | Nuevos puntos | Motivo                          |
| ------ | ---------------- | ------ | ------------------- | ------------- | ------------------------------- |
| 1      | Ashleigh Barty   | 8717   | 2000                | 8717          | Situación de coronavirus        |
| 3      | Naomi Osaka      | 5780   | 130                 | 5780          | Lesión en el tendón de la corva |
| 7      | Bianca Andreescu | 4555   | 70                  | 4555          | Lesión de rodilla               |
| 10     | Belinda Bencic   | 4010   | 130                 | 4010          | Lesión del brazo derecho        |
| 32     | Qiang Wang       | 1706   | 70                  | 1706          | Situación de coronavirus        |

## Cabezas de serie dobles
| Jugadores             | Jugadores              | Clasif | N.º |
| --------------------- | ---------------------- | ------ | --- |
| Juan Sebastián Cabal  | Robert Farah           | 3      | 1   |
| Marcel Granollers     | Horacio Zeballos       | 10     | 2   |
| Rajeev Ram            | Joe Salisbury          | 11     | 3   |
| Łukasz Kubot          | Marcelo Melo           | 16     | 4   |
| Ivan Dodig            | Filip Polášek          | 22     | 5   |
| Pierre-Hugues Herbert | Nicolas Mahut          | 28     | 6   |
| Mate Pavić            | Bruno Soares           | 29     | 7   |
| Kevin Krawietz        | Andreas Mies           | 33     | 8   |
| Wesley Koolhof        | Nikola Mektić          | 34     | 9   |
| Raven Klaasen         | Oliver Marach          | 39     | 10  |
| John Peers            | Michael Venus          | 41     | 11  |
| Jean-Julien Rojer     | Horia Tecău            | 43     | 12  |
| Jamie Murray          | Neal Skupski           | 53     | 13  |
| Jérémy Chardy         | Fabrice Martin         | 55     | 14  |
| Jürgen Melzer         | Édouard Roger-Vasselin | 56     | 15  |
| Austin Krajicek       | Franko Škugor          | 70     | 16  |

| Jugadoras            | Jugadoras             | Clasif | N.º |
| -------------------- | --------------------- | ------ | --- |
| Su-Wei Hsieh         | Barbora Strýcová      | 3      | 1   |
| Tímea Babos          | Kristina Mladenovic   | 7      | 2   |
| Elise Mertens        | Aryna Sabalenka       | 11     | 3   |
| Barbora Krejčíková   | Kateřina Siniaková    | 19     | 4   |
| Gabriela Dabrowski   | Jeļena Ostapenko      | 27     | 5   |
| Květa Peschke        | Demi Schuurs          | 28     | 6   |
| Shuko Aoyama         | Ena Shibahara         | 50     | 7   |
| Veronika Kudermétova | Shuai Zhang           | 45     | 8   |
| Sofia Kenin          | Bethanie Mattek-Sands | 52     | 9   |
| Hayley Carter        | Luisa Stefani         | 75     | 10  |
| Lucie Hradecká       | Andreja Klepač        | 62     | 11  |
| Laura Siegemund      | Vera Zvonareva        | 71     | 12  |
| Viktória Kužmová     | Kristýna Plíšková     | 79     | 13  |
| Alexa Guarachi       | Desirae Krawczyk      | 78     | 14  |
| Lyudmyla Kichenok    | Nadiia Kichenok       | 84     | 15  |
| Cori Gauff           | Caty McNally          | 95     | 16  |

## Invitados
| - Elliot Benchetrit - Hugo Gaston - Quentin Halys - Antoine Hoang - Maxime Janvier - Harold Mayot - Andy Murray - Arthur Rinderknech | - Eugénie Bouchard - Clara Burel - Elsa Jacquemot - Chloé Paquet - Pauline Parmentier - Diane Parry - Tsvetana Pironkova - Harmony Tan |

| - Grégoire Barrère / Quentin Halys - Benjamin Bonzi / Antoine Hoang - Arthur Cazaux / Harold Mayot - Enzo Couacaud / Albano Olivetti - Corentin Denolly / Kyrian Jacquet - Hugo Gaston / Ugo Humbert - Manuel Guinard / Arthur Rinderknech | - Tessah Andrianjafitrimo / Chloé Paquet - Clara Burel / Jessika Ponchet - Alizé Cornet / Pauline Parmentier - Aubane Droguet / Séléna Janicijevic - Leylah Annie Fernandez / Diane Parry - Amandine Hesse / Harmony Tan - Elsa Jacquemot / Elixane Lechemia |

## Clasificación
La competición clasificatoria se realizó en el Stade Roland Garros del 21 al 25 de septiembre de 2020.
| 1. Emilio Gómez 2. Pedro Martínez 3. Jurij Rodionov 4. Michael Mmoh 5. Marco Cecchinato 6. Steven Diez 7. Sebastian Korda 8. Jack Sock 9. Henri Laaksonen 10. Benjamin Bonzi 11. Tomáš Macháč 12. Liam Broady 13. Nikola Milojevic 14. Daniel Altmaier 15. Aleksandar Vukic 16. Lorenzo Giustino | 1. Kamila Rakhimova 2. Marta Kostyuk 3. Mayar Sherif 4. Sara Errani 5. Irina Bara 6. Clara Tauson 7. Varvara Lepchenko 8. Nadia Podoroska 9. Martina Trevisan 10. Barbara Haas 11. Monica Niculescu 12. Renata Zarazúa 1. Astra Sharma |

## Lista de clasificación protegida/especial
Los siguientes jugadores entraron directamente al cuadro principal al usar su lista de clasificación protegida/especial:
| Individual masculino - Kevin Anderson (PR 14) - Mackenzie McDonald (PR 83) | Individual femenino - Catherine Bellis (SR 43) - Daria Gavrilova (SR 104) - Anna Karolína Schmiedlová (SR 93) |

## Campeones defensores
| Evento                      | Campeones de 2019                           | Campeones de 2020                       |
| --------------------------- | ------------------------------------------- | --------------------------------------- |
| Individual masculino        | Rafael Nadal                                | Rafael Nadal                            |
| Individual femenino         | Ashleigh Barty                              | Iga Świątek                             |
| Dobles masculino            | Kevin Krawietz Andreas Mies                 | Kevin Krawietz Andreas Mies             |
| Dobles femenino             | Tímea Babos Kristina Mladenovic             | Tímea Babos Kristina Mladenovic         |
| Individual júnior masculino | Holger Vitus Nødskov Rune                   | Dominic Stephan Stricker                |
| Individual júnior femenino  | Leylah Annie Fernandez                      | Elsa Jacquemot                          |
| Dobles júnior masculino     | Matheus Pucinelli de Almeida Thiago Tirante | Flavio Cobolli Dominic Stephan Stricker |
| Dobles júnior femenino      | Chloe Beck Emma Navarro                     | Eleonora Alvisi Lisa Pigato             |

## Campeones

### Sénior

#### Individual masculino
Rafael Nadal venció a  Novak Djokovic por 6-0, 6-2, 7-5

#### Individual femenino
Iga Świątek venció a  Sofia Kenin por 6-4, 6-1

#### Dobles masculino
Kevin Krawietz /  Andreas Mies vencieron a  Mate Pavić /  Bruno Soares por 6-3, 7-5

#### Dobles femenino
Tímea Babos /  Kristina Mladenovic vencieron a  Alexa Guarachi /  Desirae Krawczyk por 6-4, 7-5

### Júnior

#### Individual masculino
Dominic Stephan Stricker venció a  Leandro Riedi por 6-2, 6-4

#### Individual femenino
Elsa Jacquemot venció a  Alina Charaeva por 4-6, 6-4, 6-2

#### Dobles masculino
Flavio Cobolli /  Dominic Stephan Stricker vencieron a  Bruno Oliveira /  Natan Rodrigues por 6-2, 6-4

#### Dobles femenino
Eleonora Alvisi /  Lisa Pigato vencieron a  Maria Bondarenko /  Diana Shnaider por 7-6(7-3), 6-4

### Silla de ruedas

#### Individual masculino
Alfie Hewett venció a  Joachim Gérard por 6-4, 4-6, 6-3

#### Individual femenino
Yui Kamiji venció a  Momoko Ohtani por 6-2, 6-1

#### Dobles masculino
Alfie Hewett /  Gordon Reid vencieron a  Gustavo Fernández /  Andy Lapthorne por 7-6(7-4), 1-6, [10-3]

#### Dobles femenino
Diede de Groot /  Aniek van Koot vencieron a  Yui Kamiji /  Jordanne Whiley por 7-6(7-2), 3-6, [10-8]

#### Individual Quad
Dylan Alcott venció a  Andy Lapthorne por 6-2, 6-2

#### Dobles Quad
Sam Schröder /  David Wagner vencieron a  Dylan Alcott /  Andy Lapthorne por 4-6, 7-5, [10-8]